# Karl Philipp Schwarzenberg
Karl Philipp zu Schwarzenberg, I principe di Schwarzenberg, indicato anche come Carlo I di Schwarzenberg (Vienna, 15 aprile 1771 – Lipsia, 15 ottobre 1820), è stato un nobile e feldmaresciallo austriaco.

## Biografia
Karl Philipp nacque a Vienna, figlio del principe Giovanni I Nepomuceno di Schwarzenberg e di sua moglie, la contessa Maria Eleonora di Oettingen-Wallerstein.
Egli entrò ancora giovane nell'esercito e si dispose nella cavalleria nel 1788, combattendo nel 1789 sotto il comando di Franz Moritz von Lacy e Ernst Gideon von Laudon contro l'Impero ottomano, distinguendosi per coraggio e guadagnandosi il grado di Maggiore già dal 1792. Nella campagna francese del 1793 egli prestò servizio nell'armata comandata dal Principe Giosia di Coburgo, e nel 1794 a Cateau-Cambrésis la sua carica impetuosa alla testa del suo reggimento, diede una svolta decisiva alla battaglia riuscendo con gli alleati britannici ad aprire un varco nelle armate francesi uccidendo e ferendo circa 3000 uomini e catturando 32 cannoni nemici. Egli venne poco dopo decorato con la Croce dell'Ordine Militare di Maria Teresa.
Dopo aver preso parte alle battaglie di Amberg e Würzburg, nel 1796 venne elevato al grado di Maggiore Generale e nel 1799 venne promosso Luogotenente Feldmaresciallo. Alla Battaglia di Hohenlinden la sua prontezza ed il suo coraggio salvò l'ala destra delle armate austriache dalla distruzione e per questo ricevette poco dopo gli onori dall'Arciduca Carlo d'Austria oltre ad ottenere il comando della retroguardia. Nel 1804 il Principe Karl Philipp venne creato Fürst zu Schwarzenberg con la stessa valenza del titolo di suo fratello. Nella guerra del 1805 egli ottenne il comando di una divisione sotto Karl Mack von Leiberich, e quando Ulma venne circondata da Napoleone nell'ottobre di quello stesso anno si distinse come uno dei coraggiosi che oltrepassò le linee nemiche sotto la guida dell'Arciduca Ferdinando d'Austria-Este, tagliando in tal modo la strada al nemico. Nello stesso anno ricevette la decorazione di Commendatore dell'Ordine Militare di Maria Teresa e nel 1809 ricevette il Toson d'Oro.

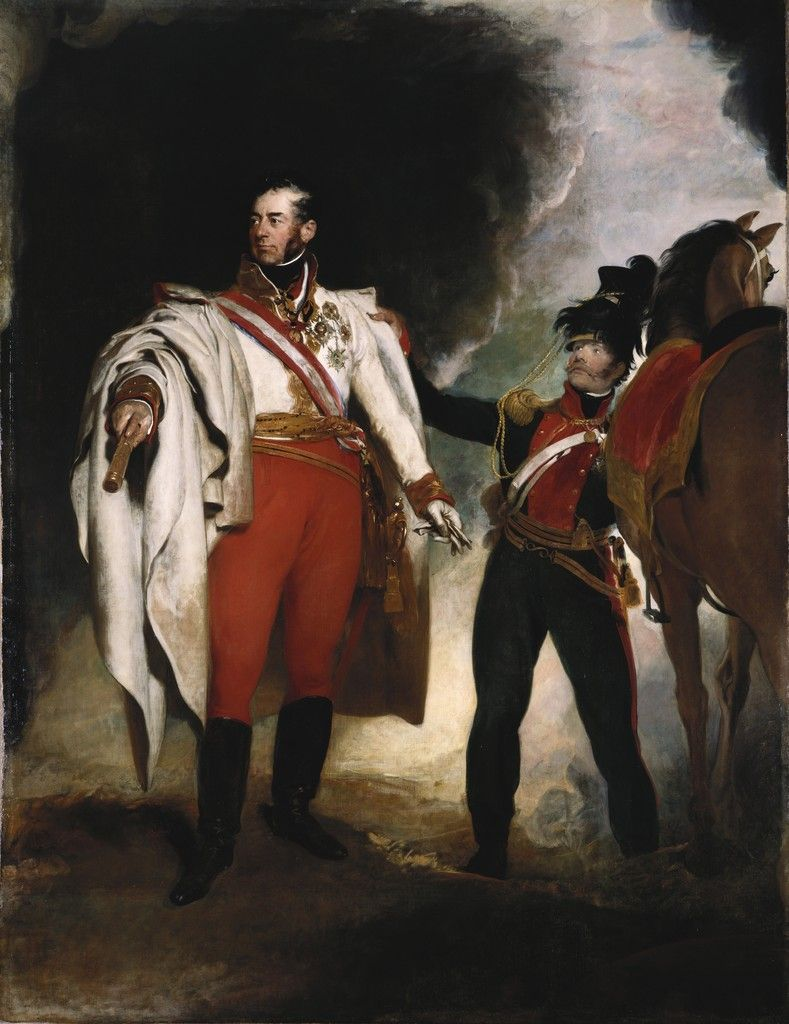
Karl Philipp Schwarzenberg in un dipinto sul campo di battaglia eseguito nel 1819

Quando nel 1808, in vista di una nuova guerra con la Francia, l'Austria decise di inviare uno speciale ambasciatore in Russia, Schwarzenberg, che era persona grata alla corte di San Pietroburgo, venne prescelto a questo incarico. Ad ogni modo egli tornò in tempo per prendere parte alla Battaglia di Wagram, dopo la quale venne promosso generale di cavalleria. Dopo la pace di Vienna venne inviato a Parigi per negoziare il matrimonio tra Napoleone e l'Arciduchessa Maria Luisa d'Austria. Per onorare il lieto evento il principe diede un ballo il 1 luglio 1810, che però si concluse tragicamente con la morte di molti degli invitati, inclusa sua cognata, in un incendio divampato nell'occasione.
Napoleone aveva in gran stima Schwarzenberg e fu su sua esplicita richiesta che il principe prese il comando delle truppe ausiliarie austriache durante l'invasione della Russia del 1812, quando ormai l'Austria era schierata con l'Impero francese. A Schwarzenberg fu affidata la protezione del fianco meridionale dell'esercito napoleonico, dove ottennero varie vittorie contro le forze russe. Durante la disastrosa ritirata delle forze francesi dalla Russia, si rifiutò di marciare le sue truppe per proteggere Borisov e Minsk, distanti oltre 300 km, portando i francesi a dover combattere duramente per attraversare la Beresina.
Successivamente, rimase per alcuni mesi inattivo a Pułtusk. Nel 1813, quando l'Austria riprese nuovamente un atteggiamento ostile nei confronti della Francia, Schwarzenberg, da poco promosso Feldmaresciallo, venne nominato comandante in capo delle armate alleate di Boemia. Egli condusse quindi le truppe nella campagna del 1813-1814 ed entrò a Parigi detronizzando Napoleone.
Durante questa campagne ebbe tra i più fidi dei suoi subordinati il generale Gebhard Leberecht von Blücher, l'eroe di Waterloo. Dopo queste vittorie ottenne la Gran Croce dell'Ordine Militare di Maria Teresa e di molti altri ordini europei che riconobbero il valore del principe nelle campagne anti-napoleoniche. In patria ricoprì la carica di Presidente del consiglio di guerra. Colpito da ictus nel 1817, ebbe un secondo attacco nel 1820, morendo il 15 ottobre di quello stesso anno.

## Matrimonio e figli
Sposò a gennaio del 1799 Maria Anna von Hohenfeld, vedova del principe Anton Esterhazy, dalla quale ebbe tre figli:
- Friedrich Karl, principe di Schwarzenberg (Vienna, 1799 – ivi, 1870)
- Karl Borromäus Philipp (Vienna, 1802 – ivi, 1858)
- Leopold Edmund Friedrich (Vienna, 1803 – Castello di Worlik, 1873)

## Araldica
| Image | Stemma                                               | |
| ----- | ---------------------------------------------------- | --- |
|       | Karl Philipp Schwarzenberg Principe di Schwarzenberg | Inquartato: al 1° d'argento a quattro pali d'azzurro; al 2° d'argento a tre punte di rosso; al 3° d'argento al tizzone ardente in banda; al 4° d'oro alla testa di turco mozzata avente un corvo nero a cavarle l'occhio. Sul tutto partito: nel 1° di rosso alla torre d'argento su terrazza di nero, nel 2° d'azzurro a tre covoni d'oro. Motto: NIL NISI RECTUM |

## Albero genealogico
|                                                                     |                                        |                                                  | Genitori                                                                  |  |  | Nonni |  |  | Bisnonni                                                              |  |  | Trisnonni                                                                   |  |
|                                                                     |                                        |                                                  |                                                                           |  |  |       |  |  | Adamo Francesco Carlo di Schwarzenberg, III principe di Schwarzenberg |  |  | Ferdinando Guglielmo Eusebio di Schwarzenberg, II principe di Schwarzenberg |  |
|                                                                     |                                        |                                                  |                                                                           |  |  |       |  |  | Adamo Francesco Carlo di Schwarzenberg, III principe di Schwarzenberg |  |  | Ferdinando Guglielmo Eusebio di Schwarzenberg, II principe di Schwarzenberg |  |
|                                                                     |                                        | Maria Anna von Schultz                           |                                                                           |  |  |       |  |  | Adamo Francesco Carlo di Schwarzenberg, III principe di Schwarzenberg |  |  |                                                                             |  |
| Giuseppe I di Schwarzenberg, IV principe di Schwarzenberg           |                                        |                                                  |                                                                           |  |  |       |  |  | Adamo Francesco Carlo di Schwarzenberg, III principe di Schwarzenberg |  |  |                                                                             |  |
|                                                                     |                                        | Eleonore von Lobkowicz                           | Ferdinand August von Lobkowicz, III principe di Lobkowicz                 |  |  |       |  |  |                                                                       |  |  |                                                                             |  |
|                                                                     |                                        | Eleonore von Lobkowicz                           | Ferdinand August von Lobkowicz, III principe di Lobkowicz                 |  |  |       |  |  |                                                                       |  |  |                                                                             |  |
|                                                                     |                                        | Eleonore von Lobkowicz                           | Anna Maria di Baden-Baden                                                 |  |  |       |  |  |                                                                       |  |  |                                                                             |  |
| Giovanni I Nepomuceno di Schwarzenberg, V principe di Schwarzenberg |                                        | Eleonore von Lobkowicz                           |                                                                           |  |  |       |  |  |                                                                       |  |  |                                                                             |  |
|                                                                     |                                        | Giuseppe Giovanni Adamo del Liechtenstein        | Antonio Floriano del Liechtenstein                                        |  |  |       |  |  |                                                                       |  |  |                                                                             |  |
|                                                                     |                                        | Giuseppe Giovanni Adamo del Liechtenstein        | Antonio Floriano del Liechtenstein                                        |  |  |       |  |  |                                                                       |  |  |                                                                             |  |
|                                                                     |                                        | Giuseppe Giovanni Adamo del Liechtenstein        | Eleonora Barbara von Thun und Hohenstein                                  |  |  |       |  |  |                                                                       |  |  |                                                                             |  |
| Maria Teresa del Liechtenstein                                      |                                        | Giuseppe Giovanni Adamo del Liechtenstein        |                                                                           |  |  |       |  |  |                                                                       |  |  |                                                                             |  |
|                                                                     |                                        | Maria Anna Caterina di Oettingen-Spielberg       | Francesco Alberto di Oettingen-Spielberg, principe di Oettingen-Spielberg |  |  |       |  |  |                                                                       |  |  |                                                                             |  |
|                                                                     |                                        | Maria Anna Caterina di Oettingen-Spielberg       | Francesco Alberto di Oettingen-Spielberg, principe di Oettingen-Spielberg |  |  |       |  |  |                                                                       |  |  |                                                                             |  |
|                                                                     |                                        | Maria Anna Caterina di Oettingen-Spielberg       | Johanna Margarethe von Schwendi                                           |  |  |       |  |  |                                                                       |  |  |                                                                             |  |
| Karl Philipp Schwarzenberg, I principe di Schwarzenberg             |                                        | Maria Anna Caterina di Oettingen-Spielberg       |                                                                           |  |  |       |  |  |                                                                       |  |  |                                                                             |  |
|                                                                     | Antonio Carlo di Oettingen-Wallerstein | Filippo Carlo di Oettingen-Wallerstein           |                                                                           |  |  |       |  |  |                                                                       |  |  |                                                                             |  |
|                                                                     | Antonio Carlo di Oettingen-Wallerstein | Filippo Carlo di Oettingen-Wallerstein           |                                                                           |  |  |       |  |  |                                                                       |  |  |                                                                             |  |
|                                                                     | Antonio Carlo di Oettingen-Wallerstein | Eberardina Sofia Giuliana di Oettingen-Oettingen |                                                                           |  |  |       |  |  |                                                                       |  |  |                                                                             |  |
| Filippo Carlo di Oettingen-Wallerstein                              | Antonio Carlo di Oettingen-Wallerstein |                                                  |                                                                           |  |  |       |  |  |                                                                       |  |  |                                                                             |  |
|                                                                     |                                        | Maria Agnes Magdalena Fugger von Glott           | Franz Ernst Fugger von Glott                                              |  |  |       |  |  |                                                                       |  |  |                                                                             |  |
|                                                                     |                                        | Maria Agnes Magdalena Fugger von Glott           | Franz Ernst Fugger von Glott                                              |  |  |       |  |  |                                                                       |  |  |                                                                             |  |
|                                                                     |                                        | Maria Agnes Magdalena Fugger von Glott           | Maria Teresa di Oettingen-Katzenstein                                     |  |  |       |  |  |                                                                       |  |  |                                                                             |  |
| Marie Eleonora di Oettingen-Wallerstein                             |                                        | Maria Agnes Magdalena Fugger von Glott           |                                                                           |  |  |       |  |  |                                                                       |  |  |                                                                             |  |
|                                                                     |                                        | Kraft Antonio Guglielmo di Oettingen-Baldern     | Notger Guglielmo di Oettingen-Baldern                                     |  |  |       |  |  |                                                                       |  |  |                                                                             |  |
|                                                                     |                                        | Kraft Antonio Guglielmo di Oettingen-Baldern     | Notger Guglielmo di Oettingen-Baldern                                     |  |  |       |  |  |                                                                       |  |  |                                                                             |  |
|                                                                     |                                        | Kraft Antonio Guglielmo di Oettingen-Baldern     | Ernestina di Oettingen-Wallerstein                                        |  |  |       |  |  |                                                                       |  |  |                                                                             |  |
| Carlotta Giuliana di Oettingen-Baldern                              |                                        | Kraft Antonio Guglielmo di Oettingen-Baldern     |                                                                           |  |  |       |  |  |                                                                       |  |  |                                                                             |  |
|                                                                     |                                        | Maria Eleonora di Schönborn-Buchheim             | Melchiorre Federico di Schönborn-Buchheim                                 |  |  |       |  |  |                                                                       |  |  |                                                                             |  |
|                                                                     |                                        | Maria Eleonora di Schönborn-Buchheim             | Melchiorre Federico di Schönborn-Buchheim                                 |  |  |       |  |  |                                                                       |  |  |                                                                             |  |
|                                                                     |                                        | Maria Eleonora di Schönborn-Buchheim             | Maria Anna Sophia von Boineburg                                           |  |  |       |  |  |                                                                       |  |  |                                                                             |  |
|                                                                     |                                        | Maria Eleonora di Schönborn-Buchheim             |                                                                           |  |  |       |  |  |                                                                       |  |  |                                                                             |  |